# Journal of International Economics
Journal of International Economics — спеціалізований економічний журнал (США); видання засноване в 1971 р.
У журналі публікуються роботи, що містять результати теоретичних та емпіричних досліджень у всіх сферах міжнародної економіки, в тому числі міжнародних фінансів, щодо валютних курсів, торговельної політики тощо
До редакційної ради журналу входять відомі економісти: Г. Гопінат, П. Седерстрем, М. Тейлор та ін
За найкращу статтю, опубліковану в журналі, редакцією з 2000 р. присуджується премія Бхагваті (Bhagwati Award) в розмірі $ 1000.
Періодичність виходу журналу: 6 номерів на рік.